# Finska mästerskapet i bandy 1937
Finska mästerskapet i bandy 1937 bestod av åtta lag indelade i två grupper där de två främsta gick till slutspel. Finlands Bollförbund införde formatet på grund av mildvintern 1937, som ledde till försenad säsong.

## Mästerskapsserien

### Väst
| Lag             | Spelade | Vinster | Oavgjorda | Förluster | Målskillnad | Poäng | HIFK | HJK | PA  | VIFK |
| --------------- | ------- | ------- | --------- | --------- | ----------- | ----- | ---- | --- | --- | ---- |
| IFK Helsingfors | 3       | 3       | 0         | 0         | 13-7        | 6     |      | 5-3 | 4-3 | 4-1  |
| HJK             | 3       | 1       | 1         | 1         | 12-9        | 3     |      |     | 3-3 | 6-1  |
| Porvoon Akilles | 3       | 1       | 1         | 1         | 13-9        | 3     |      |     |     | 7-2  |
| IFK Vasa        | 3       | 0       | 0         | 3         | 4-17        | 0     |      |     |     |      |

Skiljematch: HJK - Akilles 5-4 (3-0).

### Öst
| Lag                  | Spelade | Vinster | Oavgjorda | Förluster | Målskillnad | Poäng | WP35 | Sudet | ViPS | MP  |
| -------------------- | ------- | ------- | --------- | --------- | ----------- | ----- | ---- | ----- | ---- | --- |
| Warkauden Pallo -35  | 3       | 2       | 1         | 0         | 10-5        | 5     |      | 2-2   | 4-2  | 4-1 |
| Viipurin Sudet       | 3       | 1       | 2         | 0         | 10-3        | 4     |      |       | 1-1  | 7-0 |
| Viipurin Palloseura  | 3       | 1       | 1         | 1         | 8-7         | 3     |      |       |      | 5-2 |
| Mikkelin Palloilijat | 3       | 0       | 0         | 3         | 3-16        | 0     |      |       |      |     |

Resultat från nedre halvan: MP - Akilles 2-4 , ViPS - VIFK 4-0 , matchen  MP-VIFK spelade inte efter begäran av klubbarna. För ViPS racket det att inte förlora mot Porvoon Akilles.
Mikkelin Palloilijat missade mästerskapsserien.

## Slutspel

### Semifinaler
| Lag 1               | Resultat | Lag 2           |
| ------------------- | -------- | --------------- |
| Warkauden Pallo -35 | 0–1      | IFK Helsingfors |
| HJK                 | 5–1      | Viipurin Sudet  |

### Match om tredje pris
| Lag 1          | Resultat | Lag 2               |
| -------------- | -------- | ------------------- |
| Viipurin Sudet | 5–3      | Warkauden Pallo -35 |

### Final
| Lag 1 | Resultat | Omspel | Lag 2           |
| ----- | -------- | ------ | --------------- |
| HJK   | 1–1      | 3–2    | IFK Helsingfors |

## Slutställning
| Placering | Lag                 |
| --------- | ------------------- |
| 1.        | HJK                 |
| 2.        | IFK Helsingfors     |
| 3.        | Viipurin Sudet      |
| 4.        | Warkauden Pallo -35 |

## Finska mästarna
HJK: Risto Rinne, Jaakko Arajärvi, Leo Laaksonen, Aatos Lehtonen, Pentti Valio, Otso Puro, Kalle Alakari, Kalervo Seppola, Kurt Weckström, Eino Virtanen och Sulo Vuorio.

## Finlandsserien
VPS vann i väst, och Lappeenrannan Urheilu-Miehet i öst. Dessutom deltog Kronohagens IF, Viipurin Ilves och Savonlinnan Pallokerho. IFK Vasa klarade sig kvar genom kval.

## AIF-final
| Lag 1           | Resultat | Lag 2                      |
| --------------- | -------- | -------------------------- |
| Maarian Pyrkivä | 7-3      | Kotkan Työväen Palloilijat |